# Francisco Carlos Nascimento
Francisco Carlos do Nascimento (Maceió, 9 de outubro de 1977) é um árbitro de futebol brasileiro que fez parte do quadro da FIFA desde 2012.
Apita pela Federação Alagoana de Futebol (FAF), atualmente esta apitando no campeonato Brasileiro da série A e B é a maior referência da arbitragem Alagoana sendo o primeiro árbitro FIFA da história daquele Estado e saindo da pequena Cidade de Ibateguara que fica a 120 km da capital Maceió. 